# Batalla de Malvern Hill
La batalla de Malvern Hill, también conocida como la batalla de Poindexter's Farm, se libró el 1 de julio de 1862 entre el ejército confederado del Norte de Virginia, dirigido por el general Robert E. Lee, y el ejército de la Unión del Potomac, bajo el mando del mayor general George B. McClellan. Fue el combate final de las batallas de los Siete Días durante la guerra civil estadounidense, que tuvo lugar en una elevación de cuarenta metros conocida como Malvern Hill, cerca de la capital confederada de Richmond, Virginia, y a solo 1,6 km del río James. Incluyendo las reservas inactivas, participaron más de cincuenta mil soldados de cada bando, utilizando más de doscientas piezas de artillería y tres buques de guerra.
Las batallas de los Siete Días fueron el clímax de la Campaña de la Península, durante la cual el ejército del Potomac de McClellan navegó alrededor de las fuerzas de Lee, desembarcó en la punta de la península de Virginia, al sureste de Richmond, y se dirigió tierra adentro hacia la capital de la Confederación. El general confederado Joseph E. Johnston se defendió de los repetidos intentos de McClellan de tomar la ciudad, retrasando el progreso de la Unión en la península. Cuando Johnston fue herido, Lee tomó el mando y lanzó una serie de contraataques, llamados colectivamente las batallas de los Siete Días. Estos ataques culminaron en la acción en Malvern Hill.
El V Cuerpo de la Unión, comandado por el general de brigada Fitz John Porter, tomó posiciones en la colina el 30 de junio. McClellan no estuvo presente en los intercambios iniciales de la batalla, después de haber abordado el acorazado USS Galena y navegado por el río James para inspeccionar Harrison's Landing, donde tenía la intención de localizar la base de su ejército. Los preparativos de la Confederación se vieron obstaculizados por varios contratiempos. Mapas erróneos y guías defectuosas hicieron que el general de división confederado John Magruder llegara tarde a la batalla, un exceso de precaución retrasó al general de división Benjamin Huger, y el general de división Stonewall Jackson tuvo problemas para recoger la artillería confederada.
La batalla ocurrió en etapas: un intercambio inicial de fuego de artillería, una carga menor por el general de brigada confederada Lewis Armistead y tres oleadas sucesivas de cargas de infantería confederada iniciadas por órdenes poco claras de Lee junto a las acciones imprecisas de los generales Magruder y D. H. Hill, respectivamente. En cada fase, la eficacia de la artillería federal fue el factor decisivo, al rechazar ataque tras ataque confederado, lo que finalmente resultó en una victoria táctica de la Unión.
Después de la batalla, sin haber logrado su objetivo de capturar Richmond, McClellan y sus fuerzas se retiraron de Malvern Hill a Harrison's Landing, donde permanecieron hasta el 16 de agosto. En el curso de cuatro horas, una serie de fallas en la planificación y la comunicación habían hecho que las fuerzas de Lee lanzaran tres ataques frontales de infantería fallidos a lo largo de cientos de metros de terreno abierto, sin el apoyo de la artillería confederada, cargando contra las defensas de infantería y artillería de la Unión firmemente atrincheradas. Estos errores dieron a las fuerzas de la Unión la oportunidad de infligir grandes bajas. Sin embargo, después de la batalla, la prensa confederada rápidamente proclamó a Lee como el salvador de Richmond. En marcado contraste, McClellan fue acusado de estar ausente del campo de batalla, una dura crítica que lo persiguió cuando se presentó como candidato a la presidencia en 1864.

## Antecedentes

### Situación militar
En la primavera de 1862, el comandante de la Unión, el general de división George B. McClellan, desarrolló un ambicioso plan para conquistar Richmond, la capital confederada, en la península de Virginia. Sus 121 500 hombres del ejército de Potomac, junto con 14 592 animales, 1224 carros y ambulancias y 44 baterías de artillería, navegarían en 389 embarcaciones hasta Fort Monroe, en la punta de la península, y luego marcharían hacia el interior para apoderarse de la capital. El desembarco fue ejecutado con pocos incidentes, pero los federales se retrasaron durante un mes en el asedio de Yorktown, de modo que cuando el ejército de McClellan finalmente atacó el 4 de mayo, el enemigo había abandonado las defensas de tierra alrededor de la ciudad. Después de algunas horas, el ejército del Potomac emprendió la persecución de los confederados en retirada, por lo que las tropas de la Unión finalmente se encontraron con la retaguardia de Lee en Williamsburg, donde los dos ejércitos libraron una batalla no concluyente. Debido a que los confederados continuaron su retirada esa noche, McClellan envió al general de brigada William F. «Baldy» Smith en barco a Eltham's Landing para bloquear el repliegue de los sureños, maniobra que resultó en la batalla homónima del 7 de mayo. Cuando el ejército de la Unión intentó atacar Richmond a través del río James, fue rechazado en Drewry's Bluff el 15 de mayo, mientras, a la vez, McClellan continuaba la persecución de las fuerzas confederadas, que retrocedían rápidamente hacia Richmond.
La falta de acción decisiva en la península de Virginia impulsó al presidente Abraham Lincoln a ordenar al ejército de McClellan que se trasladara a posiciones cercanas a Richmond. Para el 30 de mayo, McClellan había comenzado a mover tropas a través del río Chickahominy, la única barrera natural importante que separaba a su ejército de la capital enemiga, sin embargo, las fuertes lluvias de la noche del 30 de mayo aumentaron el caudal del río, producto de lo cual cayeron dos puentes dejando al ejército federal partido en dos. En la subsiguiente batalla de Seven Pines, el general en jefe confederado Joseph E. Johnston intentó capitalizar la división del ejército de McClellan, acometiendo a la mitad del ejército de la Unión que estaba atrapado al sur del río, sin embargo, el plan de Johnston fracasó y McClellan no perdió terreno. Johnston fue alcanzado en el hombro derecho por una bala y en el pecho por un fragmento de proyectil al final de la batalla, por lo que el mando del ejército de Virginia del Norte recayó entonces en el general de división Gustavus W. Smith, aunque por breve tiempo. El 1 de junio, después de un ataque fallido contra las fuerzas de la Unión, Jefferson Davis, el presidente de la Confederación, nombró a Robert E. Lee, su propio consejero militar, para reemplazar a Smith como general en jefe de los ejércitos confederados.
Las dos semanas siguientes en la península fueron fundamentalmente tranquilas, no obstante, el 25 de junio, un ataque sorpresa de McClellan originó una serie de seis batallas importantes que se disputaron durante la semana siguiente cerca de Richmond: las batallas de los Siete Días. El primer día, mientras Lee dirigía al ejército de Virginia del Norte hacia las líneas de la Unión, McClellan lo anticipó con un ataque en Oak Grove, donde los confederados repelieron el embate enemigo, y Lee continuó con sus planes. A la mañana siguiente, los sureños acometieron al ejército del Potomac en Mechanicsville con un resultado adverso, puesto que las unidades de la Unión hicieron repelieron el ataque de los confederados, infligiéndoles grandes pérdidas. Después de Mechanicsville, el ejército de McClellan se retiró a una posición detrás de Boatswain's Swamp, donde el 27 de junio, los soldados de la Unión sufrieron otra arremetida confederada, esta vez en el molino de Gaines. En la batalla resultante, los confederados lanzaron numerosas cargas fallidas, hasta que un asalto final concertado rompió la línea de la Unión, en la que fue la única victoria clara de los hombres de Lee durante los Siete Días. La acción en las granjas de Garnett y Golding, que fue la siguiente, consistió simplemente en una serie de escaramuzas. Finalmente, Lee atacó al ejército de la Unión en la batalla de Savage Station el 29 de junio y en las de Glendale y White Oak Swamp el 30 de junio, aunque ninguna de las tres fue concluyente. Después de esta serie de combates que causaron miles de bajas a ambos ejércitos, McClellan comenzó a colocar a sus efectivos en la aventajada posición militar que era la cima de Malvern Hill.

### Geografía y ubicación
Malvern Hill, un teso en el condado de Henrico, Virginia, proporcionó una impresionante posición militar natural a unos tres kilómetros al norte del río James. Se eleva unos 40 m hasta su cresta para formar una media luna de aproximadamente 2,5 km de largo y 1,2 km de ancho. Su pendiente es de aproximadamente 1,6 km de longitud y muy gradual, con solo una o dos depresiones notables. Malvern Cliffs, unos escarpes a lo largo del lado oeste de la colina, dominaban Turkey Run, un afluente del cercano Turkey Island Creek. El Western Run era otro afluente del Turkey Island Creek, que se extendía principalmente por el lado este de la colina y parcialmente por el norte. Existe también una hondonada de unos 18 m en el valle del Western Run, una de cuyas laderas se alza hasta la meseta, además el centro de Malvern Hill se encuentra ligeramente hundido respecto del borde de la colina. Como resultado de esta configuración natural, la ladera de esta elevación hacía que cualquier ejército que la atacase careciese de protección y favorecía la labor de la artillería, que disponía de terreno despejado para disparar.
Varias granjas se ubicaban cerca de Malvern Hill. Aproximadamente mil cien m al norte de la colina estaban las de Poindexter y Carter y entre las dos había una zona pantanosa y densamente arbolada que formaba el curso del Western Run. La granja más grande de la zona era la de la familia Mellert, normalmente llamada la granja Crew por un antiguo propietario, situada en el lado oeste de la colina. A unos cuatrocientos metros al este de Malvern Hill estaba la granja West y entre esta y la de Crew se encuentra la carretera llamada Willis Church Road, a la que algunos lugareños llamaban la Quaker Road, que también pasaba junto a Malvern House, una vivienda que estaba situada en el borde sur de la mesa. «Era, en conjunto, una posición formidabilísima», escribió el historiador Douglas Southall Freeman. «Si los ingenieros de la Unión hubieran buscado por toda la comarca al sur de Richmond, no podrían haber encontrado un terreno más adecuado para destrozar a un ejército que los atacase».

## Preludio

### Participantes clave
| El general Robert E. Lee posa en un retrato de 1863 |
| General Robert E. Lee, del Ejército de los Estados Confederados. El ejército de Lee del norte de Virginia atacó a las fuerzas de la Unión en Malvern Hill. |

| Major general George McClellan El general de división George McClellan de pie para un retrato de 1861                                                   |
| General de división George B. McClellan, del Ejército de los Estados Unidos. El ejército del Potomac de McClellan defendió su posición en Malvern Hill. |

| Mayor general Fitz John Porter de pie, (tomado en algún momento entre 1855-1865)                                                                                   |
| General Fitz John Porter, también de la Unión. Después de la marcha de McClellan de Malvern Hill, asumió el mando de facto de las tropas de la Unión en la colina. |

### Las fuerzas de McClellan se preparan

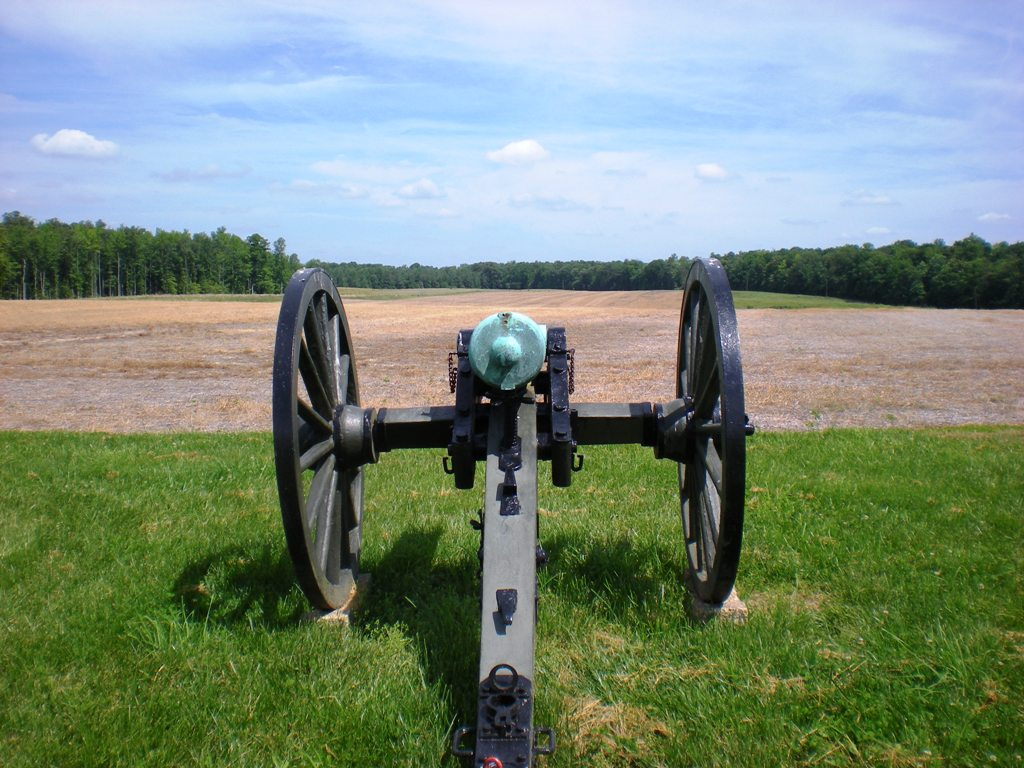
La suave pendiente de la colina ha sido despejada para mostrar el terreno abierto frente al cañón de la Unión, como era originalmente.

Pocos días antes de la acción en Malvern Hill, McClellan creía incorrectamente que el ejército del Potomac era ampliamente superado en número por los confederados, y su temor a que este lo aislase del centro de suministros lo hizo cauteloso y suspicaz por lo que en la noche del 28 de junio, McClellan dijo a sus generales que tenía la intención de trasladar a su ejército a una posición en la orilla norte del río James llamada Harrison's Landing, donde estaría protegido por naves de la Unión. De acuerdo a este plan, el ejército del Potomac llegó a Malvern Hill, la última parada del ejército antes de llegar a Harrison's Landing, con aproximadamente 54 000 hombres.
En la mañana del 30 de junio de 1862, el V Cuerpo de la Unión al mando de Fitz John Porter, parte del ejército del Potomac de McClellan, se agrupó en la cima de Malvern Hill. El coronel Henry Hunt, jefe de artillería de McClellan, colocó 171 cañones en la colina y 91 más en reserva en el sur formando una línea en la ladera de la colina que consistía en ocho baterías de campo con treinta y siete cañones, que protegería la división del general de brigada George Sykes. En la reserva había artillería de campaña adicional y tres baterías de artillería pesada, que contaban con cinco cañones Rodman de 4,5 pulgadas (11 cm), cinco cañones estriados Parrott de 20 libras (9,1 kg) y seis obuses de 32 libras. Porter continuó reforzando la línea de la Unión cuando más fuerzas de McClellan llegaron a la colina. Subsecuentemente, las unidades del general de brigada George Morell, estacionadas entre las granjas Crew y West, extendieron la línea hasta la sección noreste, en tanto que la división del IV Cuerpo del general de brigada Darius Couch, con sus brigadas aún intactas tras las escaramuzas de los Siete Días, extendió aún más la línea noreste. Esto dejó a 17 800 soldados de las divisiones de Couch y Morell en la cara norte de la colina, con vista al camino Cuáquero, desde donde los federales esperaban que las fuerzas de Lee atacaran.
Temprano al día siguiente, el martes 1 de julio, McClellan, que había llegado de Haxall's Landing la noche anterior, examinó la línea de batalla de su ejército en Malvern Hill. La inspección le dejó más preocupado por el flanco derecho (este) del ejército de la Unión, que se encontraba detrás de Western Run, un área necesaria para los planes de McClellan de reubicarse en Harrison's Landing, y temía que se produjera un ataque desde ese lugar. Como resultado, envió allí a la mayor parte de su ejército: dos divisiones del II Cuerpo de Edwin Sumner, otras dos del III Cuerpo del general de brigada Samuel P. Heintzelman, dos más del VI Cuerpo del general de brigada William Franklin y una del IV Cuerpo del general de brigada Erasmus Keyes, que estaban apostados en el James. La división del general de brigada George McCall, gravemente diezmada en los combates de Glendale y que había perdido a McCall y a dos de sus tres brigadieres, fue mantenida en reserva.
McClellan no creía que su ejército estuviera listo para combatir, y esperaba que Lee no le obligase a hacerlo. Dejó sus tropas en Malvern Hill y descendió por el río a bordo del acorazado USS Galena para inspeccionar Harrison's Landing, donde pretendía que descansasen sus tropas. No nombró jefe interino, por lo que Porter, que estuvo al mando durante el primer ataque, asumió en la práctica el de todas las unidades de la Unión mientras duró la batalla.

### Las fuerzas de Lee avanzan
Con alrededor de cincuenta y cinco mil soldados, el ejército de Virginia del Norte estaba casi a la par con los federales y con Lee al mando, notablemente más agresivo. Quería un ataque final y decisivo que dispersara efectivamente a los federales. Varios indicios —almacenes de comisaría abandonados, carros y armas, y los cientos de rezagados y desertores de la Unión que sus unidades habían encontrado y capturado— llevaron a Lee a la conclusión de que el ejército del Potomac estaba desmoralizado y se estaba retirando. En todas las batallas hasta la de Malvern Hill, los planes de Lee de destruir el ejército federal habían fracasado por una razón u otra. Aunque no se dejó intimidar por ello, sus posibilidades de obtener una victoria decisiva disminuían rápidamente.
Lee se reunió con sus lugartenientes, entre ellos el mayor general James Longstreet, A. P. Hill, Thomas «Stonewall» Jackson, John Magruder y D. H. Hill, por la mañana temprano el día de la batalla. D. H. Hill, después de hablar con un capellán familiarizado con la geografía de Malvern Hill, advirtió contra el montaje de un ataque. «Si el general McClellan tiene fuerza —dijo Hill—, será mejor que lo dejemos en paz». Longstreet se rio de las objeciones de Hill, diciendo: «No te asustes tanto, ahora que lo tenemos [a McClellan] apaleado».
Lee eligió las unidades relativamente frescas de D. H. Hill, Stonewall Jackson y John Magruder para encabezar la ofensiva confederada, ya que apenas habían participado en los combates del día anterior. Las divisiones de James Longstreet y A.P. Hill se mantuvieron en reserva, ya que no estaban en condiciones de luchar después de Glendale, pues casi la mitad de sus oficiales y cerca de un cuarto de los hombres alistados habían muerto o estaban heridos. El mando de las tropas del general de brigada Winfield Featherston pasó temporalmente al también general de brigada George B. Anderson, de la división de D.H. Hill, ya que no quedaba nadie allí por encima del grado de mayor general. Según el plan de Lee, el ejército de Virginia del Norte formaría un semicírculo que envolvería Malvern Hill, por lo que las cinco brigadas de D. H. Hill se colocarían a lo largo de la cara norte de la colina, formando el centro de la línea confederada, y las tropas de Stonewall Jackson y John Magruder se dispondrían en los flancos izquierdo y derecho, respectivamente. Las fuerzas de Whiting se ubicarían en la granja de Poindexter, con los hombres del general de brigada Charles Sidney Winder y Richard Ewell cerca y, de ser necesario, la infantería de estos tres destacamentos reforzaría la línea confederada según las circunstancias. Dos generales veteranos se reincorporaron al ejército del Norte de Virginia para la batalla: el general de brigada Wade Hampton y el general de brigada Jubal Early, ambos heridos dos meses antes. A Hampton y Early se les dio el mando de dos de las brigadas de Jackson que habían perdido a sus jefes en Gaines's Mill y solo tenían coroneles sin experiencia para dirigirlos, en tanto, el general de división Theophilus Holmes tomaría una posición en el flanco extremo derecho de la Confederación.

## Disposición de los ejércitos

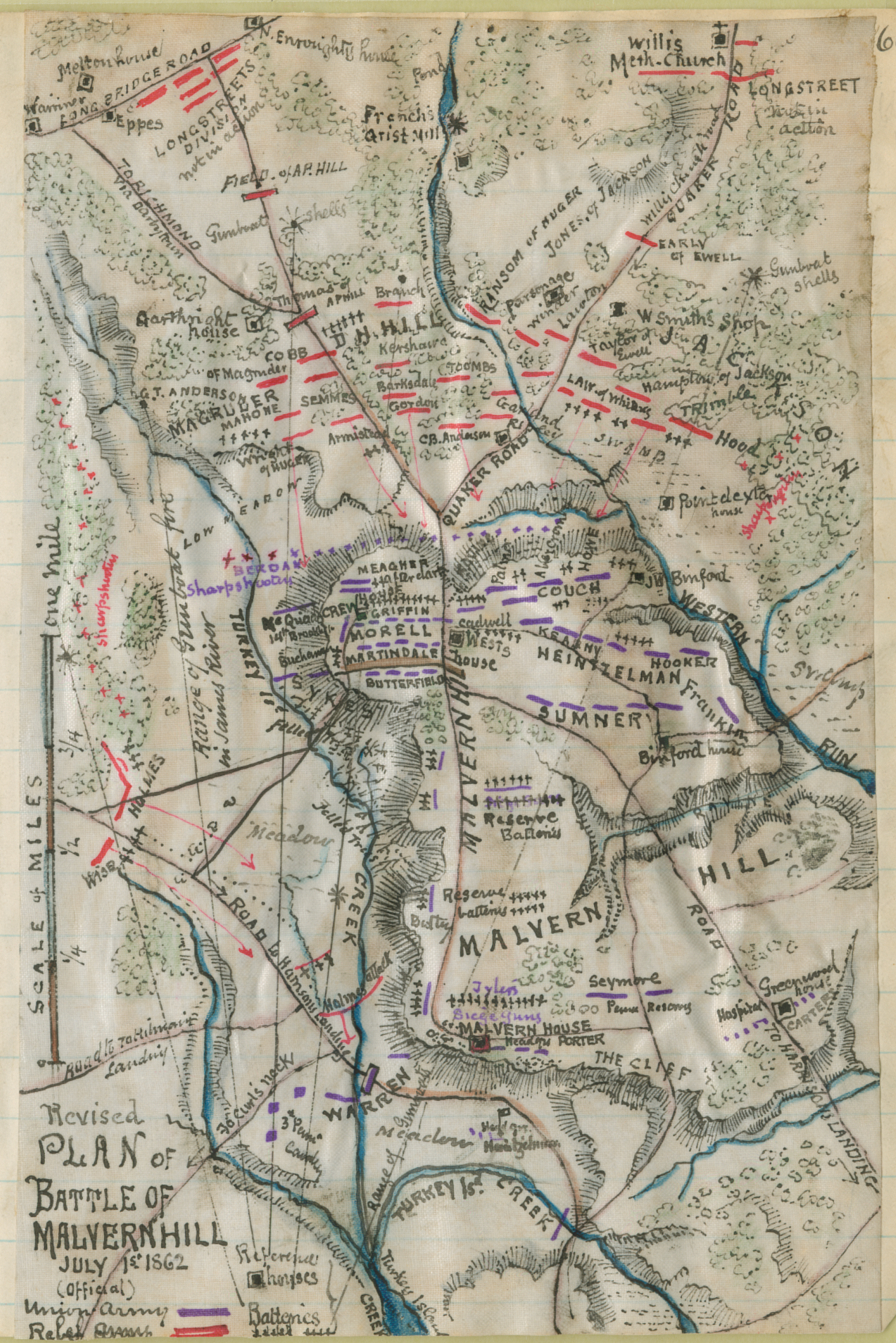
Este mapa del campo de batalla de Malvern Hill etiqueta el Willis Church Road como «Quaker Road». El «Quaker Road» de Magruder se ramificó a partir del Long Bridge Road, que aparece en la esquina superior izquierda.

La disposición del ejército del Potomac antes de la batalla era más ordenada que la del ejército de Lee del Norte de Virginia; todas las fuerzas de McClellan se concentraban en un solo lugar, excepto una de las dos divisiones de Erasmus Keyes, que se hallaba al otro lado del río James. Un explorador confederado observó a los soldados de la Unión descansando en sus puestos y moviéndose por la colina sin preocuparse, mientras que la disposición de los cañones alrededor de la ladera de la colina le dio la impresión de que la posición era «casi inexpugnable», pues el ejército de McClellan ocupaba férreamente la colina.
Durante las batallas de los Siete Días, las unidades de Lee se habían desperdigado debido a los pantanos, caminos estrechos y otros obstáculos geográficos, y ocasionalmente también a órdenes poco claras. A medida que pasaban los días de marcha y combate, los estrechos caminos se llenaron de rezagados que mermaban significativamente las filas confederadas y restaban capacidad de combate al ejército confederado. Estas dificultades para disponer a los hombres para luchar eficazmente continuaron durante la batalla de Malvern Hill, en la que tanto Magruder como Huger cometieron errores en el despliegue de sus fuerzas.
Al principio, las unidades de Magruder estaban detrás de la columna de Stonewall Jackson mientras marchaban por la carretera Long Bridge Road, que conducía a Malvern Hill. A lo largo de este camino había varios senderos contiguos. Uno de ellos, la carretera llamada Willis Church Road por algunas gentes del lugar y Quaker Road por otras, se dirigía al sur desde Glendale hasta Malvern Hill. En los mapas de Lee aparecía como «Camino Cuáquero» (Quaker Road). Otro de estos senderos comenzaba cerca de una granja y continuaba hacia el suroeste, hacia un punto río arriba en la carretera del río —algunos lugareños, incluyendo a los guías de Magruder, la llamaban con el mismo nombre (Quaker Road, carretera o camino cuáquero) que el que mostraban los mapas de Lee—. Finalmente James Longstreet puedo alcanzar a Magruder, indicarle que había equivocado el camino y persuadirlo de que diera marcha atrás. Este incidente retrasó tres horas la llegada de Magruder al campo de batalla.
Huger, preocupado por chocar con las fuerzas de la Unión mientras marchaba hacia Malvern Hill, tampoco había logrado manejar su división de manera efectiva. Desplegó dos de sus brigadas, comandadas por los generales Lewis Armistead y Ambrose Wright, para atacar el flanco de los federales que pudieran encontrar y protegerse así de posibles acometidas enemigas. Longstreet finalmente le notificó a Huger que las fuerzas federales no lo obstruirían si marchaba hacia Malvern Hill. Huger, sin embargo, no se movió hasta que alguien del cuartel general de Lee vino a guiar a sus unidades hasta el campo de batalla.
Al acercarse el mediodía sin haber visto ni a las brigadas de Huger ni a las de Magruder, que tenían que formar el flanco derecho de la Confederación, Lee las reemplazó con las unidades más pequeñas de los generales Armistead y Wright, dos de las brigadas de Huger que sí habían llegado al campo de batalla hacía algún tiempo. Huger y sus otras dos brigadas estaban aún demasiado lejos, al norte. A pesar de los contratiempos y la desunión, Malvern Hill sería la primera vez durante las batallas de los Siete Días en que Lee logró concentrar sensiblemente sus fuerzas.

## La batalla

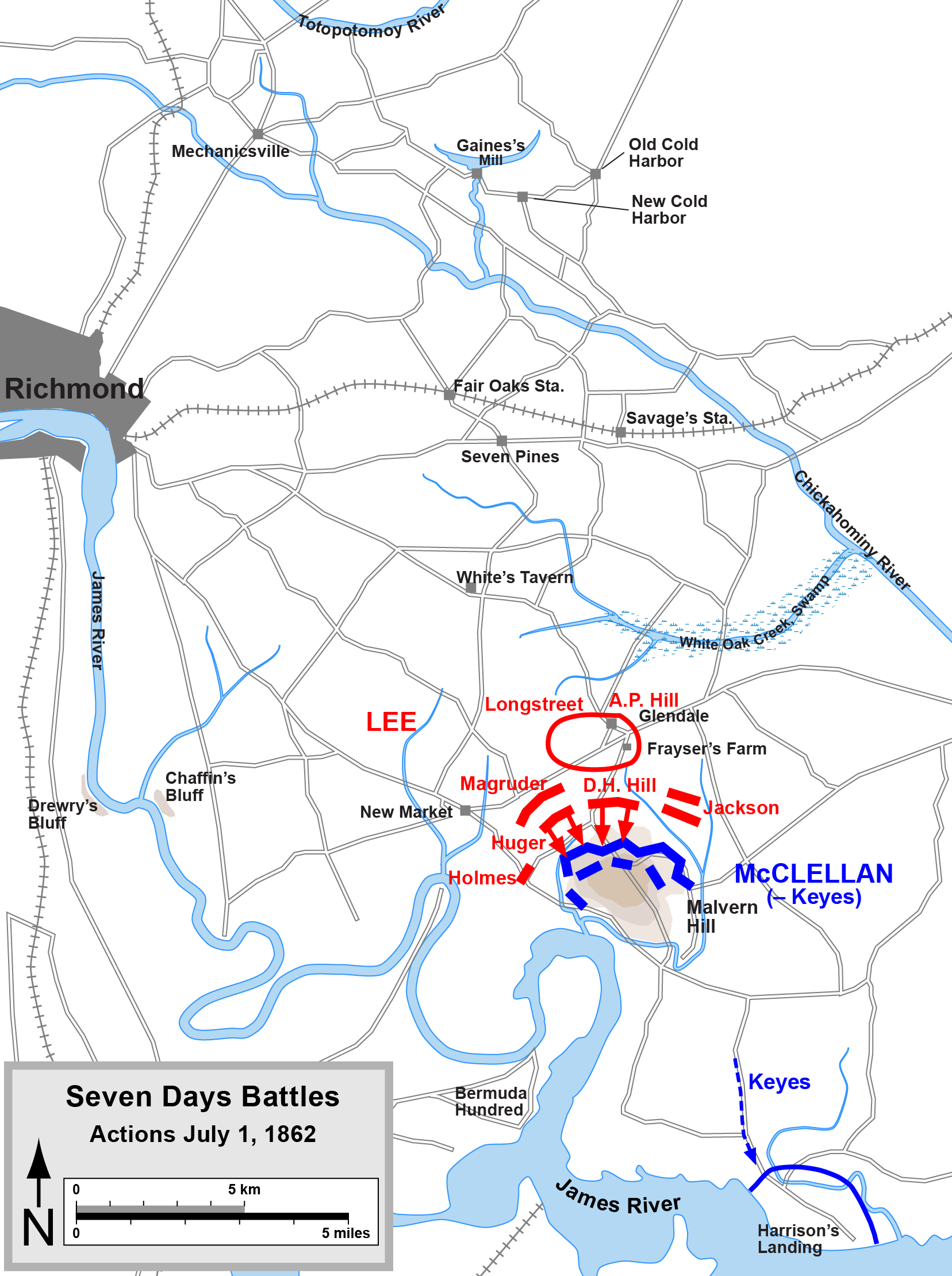
Batalla de Malvern Hill; las fuerzas confederadas se indican en rojo, y las fuerzas de la Unión en azul.

### Lee ordena fuego cruzado de artillería
| Mensaje a los comandantes confederados Se han establecido baterías para barrer la línea enemiga. Si se rompe el fuego como es probable, Armistead, que puede presenciar el efecto de la artillería desde su posición, ha recibido la orden de cargar a la carrera gritando. Hagan ustedes lo mismo.—-Mensaje del coronel Robert H. Chilton a los comandantes, enviado el 1 de julio de 1862 a eso de la 1:30 p. m. |

Lee estudió personalmente el flanco izquierdo en busca de buenas posibles posiciones para la artillería mientras James Longstreet hizo lo propio con el derecho. Los dos compararon luego sus resultados y concluyeron que se establecerían dos grandes posiciones artilleras a izquierda y derecha de Malvern Hill. El fuego concentrado de los dos grupos de cañones debía debilitar la posición enemiga y permitir que el posterior asalto de la infantería la quebrase. Si este plan no funcionaba, Lee y Longstreet pensaron que el fuego de artillería les daría tiempo para considerar otros.
Con el plan de batalla listo, Lee envió un borrador a sus lugartenientes, escrito por su jefe de Estado Mayor, el coronel Robert Chilton (ver cuadro de la izquierda). Sin embargo, las órdenes no estaban bien elaboradas, ya que el grito de una sola brigada a la carga debía servir de única señal para desencadenar el ataque de quince brigadas completas. El tumulto y el clamor de la batalla habían de complicar necesariamente la recepción del grito y crear confusión entre las demás unidades. Además, el borrador de Chilton dejó la dirección de la embestida a Lewis Armistead, quien nunca antes había mandado una brigada en combate. En el borrador tampoco constaba la hora en que había sido escrito, lo que más tarde confundió a Magruder.

### Fracaso del bombardeo confederado

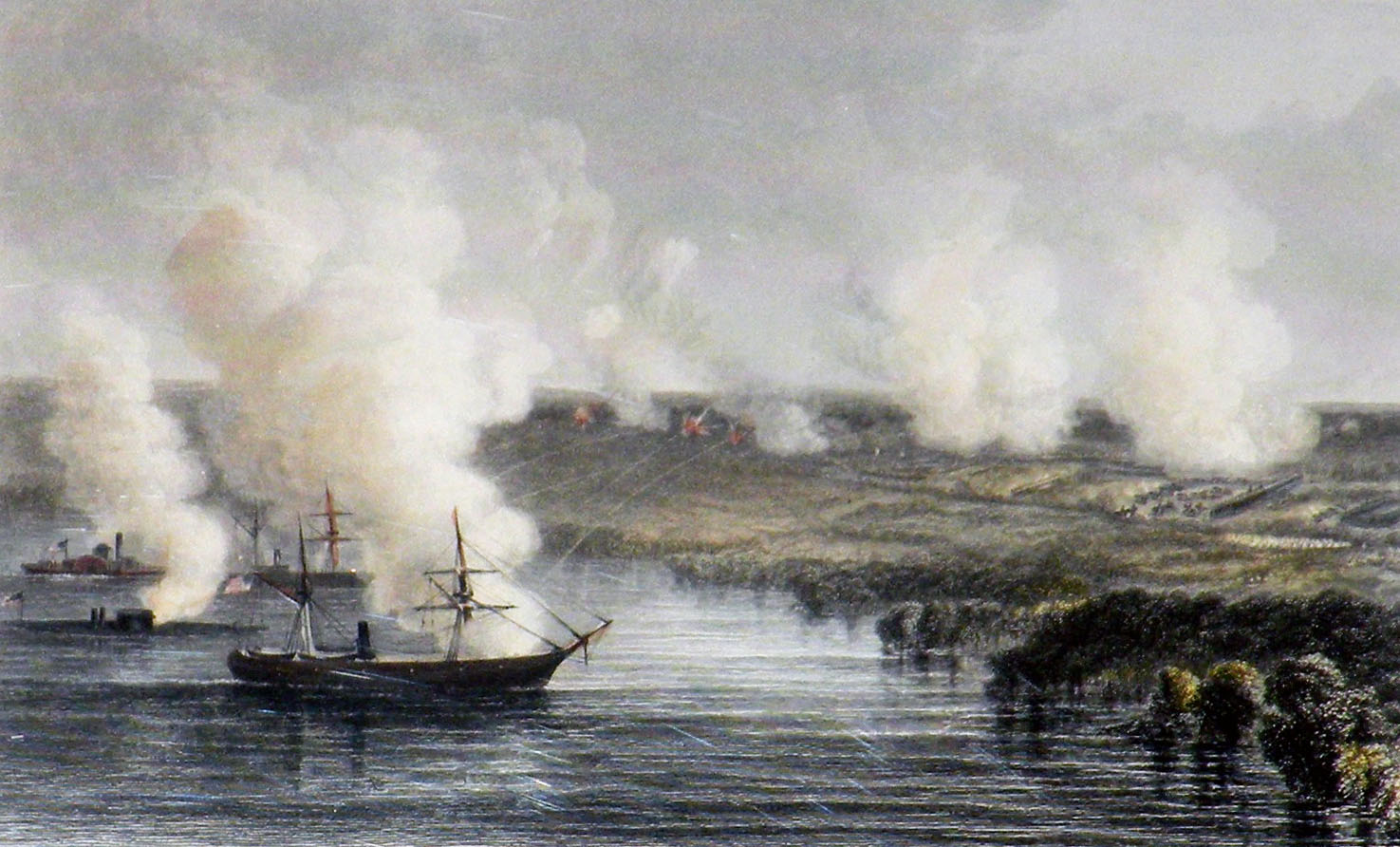
Los barcos de la Unión disparan sobre los confederados en el campo de batalla de Malvern Hill.

Los primeros en emplear la artillería fueron los soldados de la Unión: empezaron a castigar a la infantería enemiga escondida en los bosques en torno a la una de la tarde y luego a intentar evitar que los cañones enemigos tomasen posiciones. En el flanco izquierdo de la Confederación, dos baterías de la división de Whiting y una de la de Jackson empezaron a disparar desde su posición sobre la división de Darius Couch del IV Cuerpo, que estaba cerca del centro de la línea de la Unión. Esto inició un feroz duelo artillero entre las ocho baterías y treinta y siete cañones de la Unión y las tres baterías y dieciséis cañones de los confederados. El fuego de la Unión silenció a la artillería Rowan e hizo que su posición fuera insostenible. Las otras dos baterías confederadas, colocadas por el propio Jackson, estaban en mejores posiciones y lograron seguir disparando. Durante un período de más de tres horas, un total de seis u ocho baterías confederadas se enfrentaron al ejército de la Unión desde el flanco izquierdo de la Confederación, pero por lo general solo se enfrentaron una a la vez.

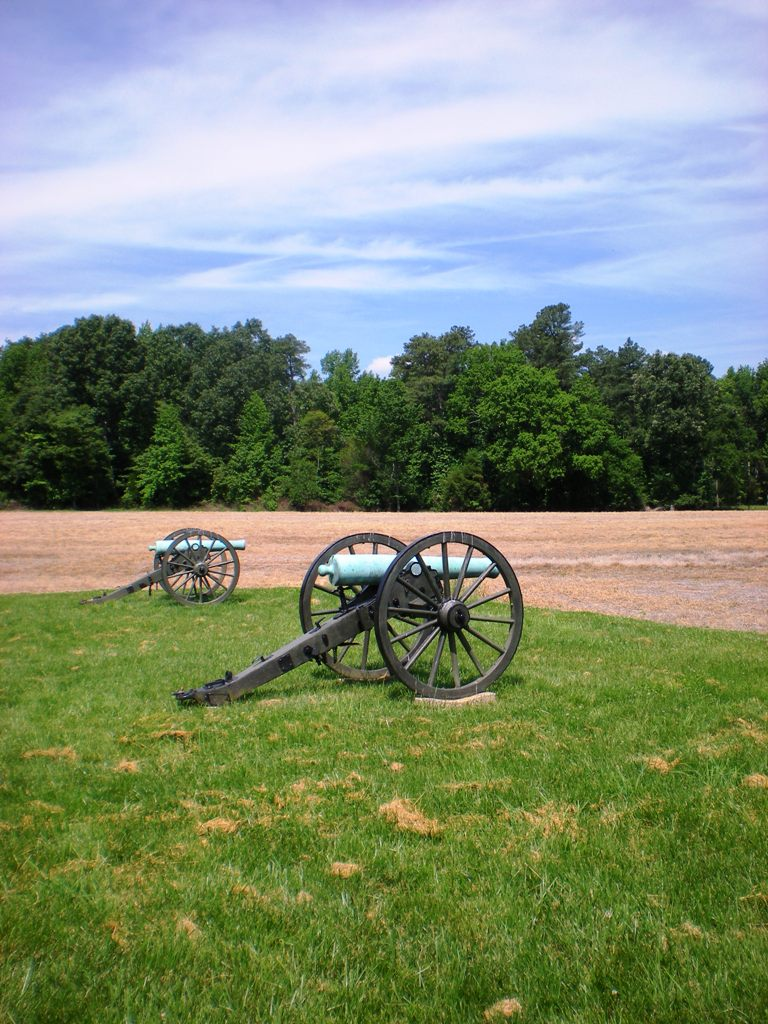
Cañones en el campo de batalla moderno de Malvern Hill.

Un total de seis baterías se enfrentaron a los federales desde el flanco derecho de la Confederación, pero lo hicieron una por una en lugar de al unísono, y cada una fue hecha pedazos por el fuego concentrado de la artillería de la Unión. Además, bombardearon a la artillería de la Unión más tarde que los cañones del flanco izquierdo, por lo que nunca se logró el bombardeo cruzado deseado.
En total, el bombardeo de artillería confederada en ambos flancos no logró sus objetivos. El fuego confederado logró matar al capitán John E. Beam del 1.º de Artillería de Nueva Jersey de la Unión, junto con algunos otros, y varias baterías federales (aunque ninguna de ellas estaba realmente activa) tuvieron que moverse para evitar su destrucción. Aunque el bombardeo de las fuerzas de Lee se cobró algunas vidas, las fuerzas de la Unión permanecieron tranquilas y continuaron su temible bombardeo. En efecto, el teniente Charles B. Haydon, supuestamente, se durmió durante el combate de artillería. Tanto en el flanco izquierdo como en el derecho confederado, varias de las baterías que lograron entrar en acción apenas pudieron disparar durante unos minutos antes de quedar inutilizadas. Además, en un fracaso del mando que, según el historiador Thomas M. Settles, debe recaer en última instancia sobre Lee, los movimientos de los dos flancos nunca se coordinaron entre sí. D. H. Hill consideró que el fracaso de la artillería confederada desanimaba y más tarde descartó la ofensiva por considerarla como «la más ridícula de las ridículas».
Mientras tanto, el fuego de artillería de la Unión se planificó y dirigió de forma casi impecable. Como señala el historiador Jennings Cropper Wise, el coronel Hunt, jefe de artillería de McClellan, reorientó continuamente el fuego de la Unión en varios frentes, en una «enorme masa de fuego de más de cincuenta piezas mayores, incapacitando a cuatro de las baterías de Huger y a varias de las de Jackson casi en el mismo instante en que entraron en acción», lo que dificultó gravemente la capacidad de los confederados para responder de manera eficaz a la acometida federal. La artillería de la Unión silenció la mayoría de las baterías de los sureños; las pocas que quedaron operativas fueron atacadas una a una y no lograron ningún resultado significativo durante el choque.

### Ataques de la infantería confederada
El intenso fuego de artillería de la Confederación y especialmente de la Unión continuó durante al menos una hora, y cesó a eso de las dos y media de la tarde. Aproximadamente una hora después, Lewis Armistead notó que los escaramuzadores de la Unión se acercaban sigilosamente a la gran batería del flanco derecho confederado, que estaba ya casi al alcance de los fusileros. Armistead envió tres regimientos (aproximadamente la mitad de su brigada) para hacerlos retroceder, orden que marcó el comienzo de los combates de infantería. Los escaramuzadores fueron repelidos rápidamente, pero los hombres de Armistead se encontraron en medio de un intenso bombardeo de la Unión. Los confederados decidieron guarecerse en un barranco a lo largo de la ladera de la colina. Allí estaban protegidos del fuego, pero quedaron inmovilizados en las laderas de Malvern Hill, sin apoyo de la infantería ni de la artillería. No tenían suficientes hombres para avanzar más y la retirada los habría expuesto de nuevo al fuego cruzado.

### El ataque de Magruder

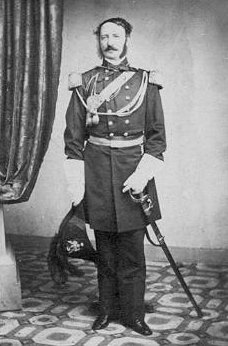
General John B. Magruder, CSA.

John Magruder y sus hombres llegaron cerca del campo de batalla poco después del avance de los regimientos de Armistead, aunque bastante tarde debido a la confusión con respecto a los nombres de las carreteras locales; ya eran las cuatro de la tarde. A Magruder se le había ordenado en el consejo de guerra de la mañana que se colocase a la derecha de Huger, pero, ignorando su posición, envió al mayor Joseph L. Brent a localizar el flanco derecho de Huger; al encontrarlo, el general le informó de que no tenía idea de dónde estaban sus brigadas. Huger estaba notablemente molesto porque sus hombres habían recibido órdenes de alguien que no era él; Lee había despachado a las dos brigadas de Huger que mandaban Armistead y Ambrose Wright a avanzar hacia la parte derecha de la línea confederada. La noticia confundió a Magruder, que mandó al capitán A. G. Dickinson a buscar a Lee para informarle de la «exitosa» carga de los hombres de Armistead y solicitar nuevas órdenes, pero la realidad era que Armistead estaba detenido a mitad de camino de Malvern Hill. Al mismo tiempo, Whiting le envió a Lee un informe incorrecto de que las fuerzas de la Unión se estaban retirando. Whiting había confundido dos eventos con una retirada federal: el movimiento de las tropas de Edwin Sumner, que estaban ajustando su posición para evitar el fuego confederado, y la relajación del fuego de la Unión por su lado, que en realidad era la artillería federal que concentraba su fuego en un sector diferente.
Los informes erróneos de Whiting y Magruder llevaron a Lee a enviar un borrador de órdenes a Magruder a través de Dickinson: «El general Lee espera que avance rápidamente», escribió Dickinson. «Dice que se ha informado de que el enemigo se está retirando. Avance toda su línea y aproveche el triunfo de Armistead». Antes de que Dickinson regresara con estas órdenes, Magruder recibió tardíamente la orden enviada tres horas antes (a la 1:30 p. m.) por Chilton. Puesto que no se había consignado la hora en el texto de las órdenes, Magruder no sabía que estas habían perdido su sentido por el fracaso de la artillería confederada durante las últimas horas, y creyó haber recibido dos órdenes sucesivas de Lee para atacar.

### Los francotiradores de la Unión disparan a los confederados

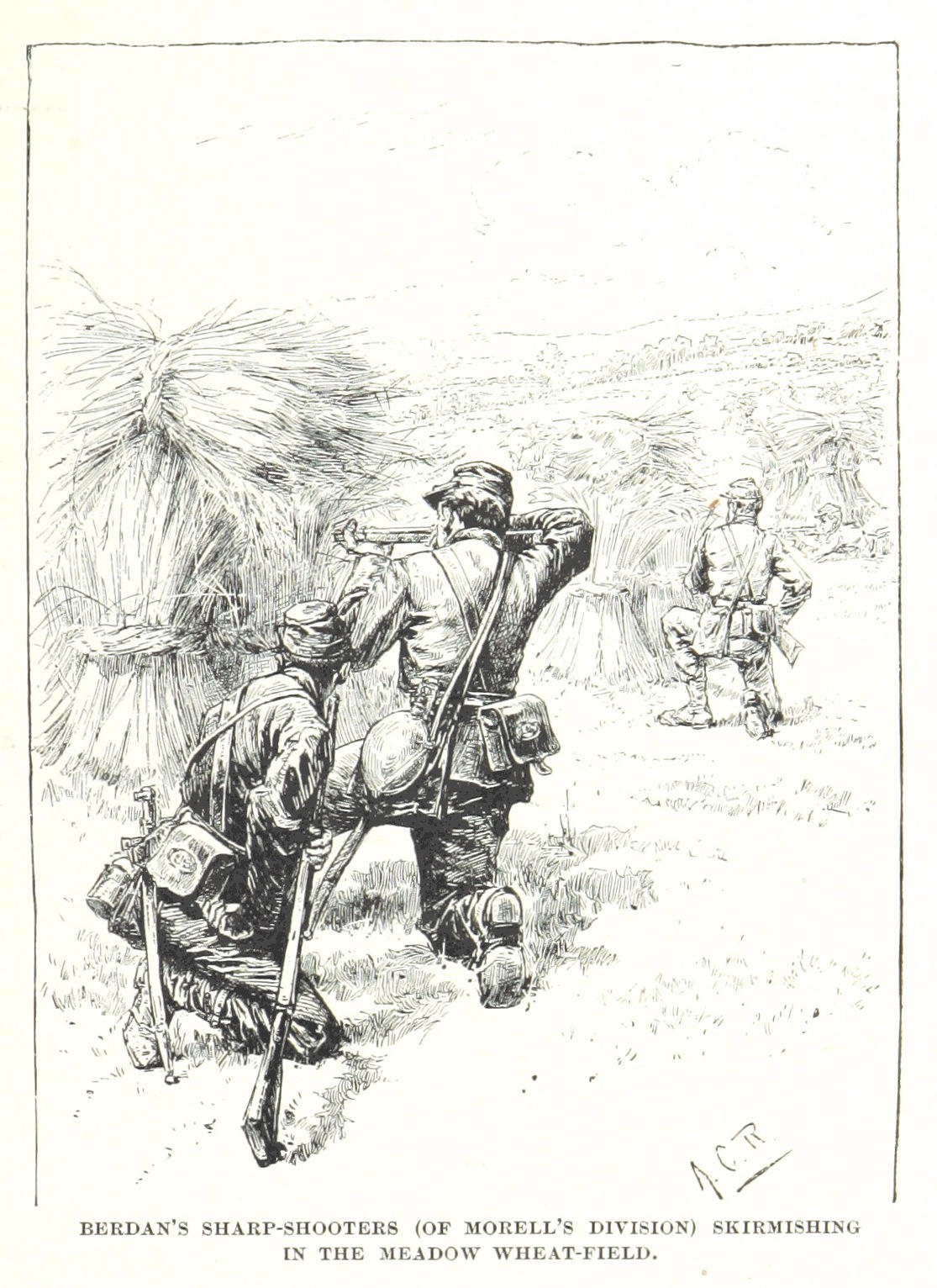
Francotiradores de la Unión abren fuego contra los confederados.

Creyéndose obligado por la orden de Lee de atacar, pero sin que sus brigadas estuviesen aún en posición de hacerlo, Magruder reunió a unos cinco mil hombres de las brigadas de Huger, incluyendo los de Ambrose Wright, los del mayor general William Mahone y la mitad de los hombres de la brigada de Armistead, que estaban atrapados en campo abierto. Magruder también había mandado llamar al general de brigada Robert Ransom, Jr., también bajo el mando de Huger, quien señaló que se le habían dado instrucciones estrictas de desoír cualquier orden que no previniera de Huger, y dijo, disculpándose, que no podía ayudar a Magruder. Este ordenó a hombres bajo su mando personal —tres regimientos de la brigada del general de brigada Howell Cobb, más la brigada completa del coronel William Barksdale— que acometiesen al enemigo. Sin embargo, debido a la confusión con respecto a Quaker Road, estas brigadas aún no estaban lo suficientemente cerca como para hacer más que ponerse en posición de apoyo, y Magruder quería atacar inmediatamente. A pesar de esto, la brigada de Wright con la de Armistead, entonces brigada de Mahone, comenzó a salir del bosque por orden de Magruder alrededor de las 5:30 p. m. y a encaminarse hacia las líneas de la Unión.
La artillería del flanco izquierdo confederado, bajo el mando personal de Jackson, también renovó el bombardeo tras la llegada tardía de dos baterías de la división de Richard Ewell. Los confederados fueron atacados inicialmente solo por francotiradores de la Unión, pero estos retrocedieron rápidamente para facilitar el bombardeo de su propia artillería, que diezmó a los confederados merced al uso de metralla. Los hombres de Wright estaban atrapados en una pequeña depresión en la ladera ondulada, a la derecha de la de Armistead; los de Mahone hubieron de replegarse a la misma zona aproximadamente. Durante la primera ola de asaltos, los hombres de Cobb se colocaron tras de los de Armistead, mientras que los de Barksdale también apoyaron la arremetida, desde la izquierda de Armistead.
El tiroteo también alertó a los tres barcos de la Unión situados en el James, el acorazado USS Galena, y las cañoneras USS Jacob Bell y USS Aroostook, que comenzaron a bombardear el campo de batalla con proyectiles de veinte pulgadas (510 mm) de largo y ocho pulgadas (200 mm) de diámetro. Si bien las explosiones y los impactos del fuego de las cañoneras impresionaron a las tropas confederadas, el tiro de los cañones no era preciso, y los grandes proyectiles causaron mucho menos daño del que se esperaba.

### La carga de Hill

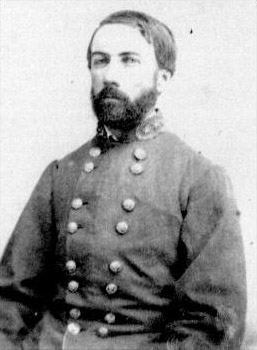
General D. H. Hill CSA.

El fracaso de la artillería confederada desalentó a D. H. Hill, que pidió a Stonewall Jackson que aclarase las órdenes del borrador de Chilton. La respuesta de Jackson fue que Hill debía obedecer las órdenes originales: cargar con un grito después de la brigada de Armistead. Durante horas no se escuchó ningún grito, y los hombres de Hill comenzaron a construir vivacs para pernoctar. Alrededor de las 6 p. m. Hill y sus cinco jefes de brigada habían asumido que la falta de señal significaba que su ejército no intentaría ningún asalto. Estaban conversando sobre la orden de Chilton cuando oyeron gritos y la conmoción de una carga desde su flanco derecho, más o menos donde se suponía que Armistead debía estar. Hill entendió que era la señal esperada y gritó a sus comandantes: «Ese debe ser el avance general», iniciándose los movimientos de tropas.
Las cinco brigadas de D. H. Hill, con unos ocho mil doscientos hombres, tuvieron que franquear los densos bosques que rodean el camino Cuáquero y la carrera del Oeste, operación que desbarató el orden de las unidades. Los hombres salieron del bosque hacia la línea de la Unión en cinco grupos separados que arremetieron por separado y descoordinadamente contra el enemigo; cada brigada corrió sola hacia la colina: «Cruzamos una valla, atravesamos otro trozo de bosque, luego superamos otra valla hacia un campo abierto al otro lado del cual había una larga fila de yanquis», escribió William Calder, del 2.º Regimiento de Infantería de Carolina del Norte. «Nuestros hombres los atacaron con valentía. El enemigo los abatió por docenas». Algunas brigadas de la división de Hill se acercaron lo suficiente para intercambiar fuego de mosquete y participar en combates cuerpo a cuerpo, pero fueron rechazadas.
La respuesta de la artillería del lado federal a la carga de Hill fue particularmente mortífera, y pronto los hombres de Hill necesitaron apoyo solo para mantener la posición. En Circunstancias extraordinarias: Las batallas de los siete días, Brian K. Burton tildó la carga de Hill de «innecesaria y costosa». Los sucesivos asaltos de las brigadas de Hill contra los bien atrincherados federales fueron efímeros y poco lograron.

### Ataques finales
Los ataques anteriores del ejército de Lee no habían servido para alcanzar los objetivos previstos, pero esto no disuadió a Magruder, que cabalgaba de un lado a otro por el campo de batalla, pidiendo refuerzos y despachando personalmente unidad tras unidad a cargar contra la línea de la Unión. En ese momento, hombres que siempre habían estado bajo el mando directo de Magruder comenzaron a unirse a la batalla. Magruder se encontró por primera vez con algunas unidades del general de brigada Robert Toombs. La brigada de Toombs estaba muy dispersa y Toombs no estaba con las unidades sueltas que encontró Magruder. Este dirigió personalmente a los hombres en una carga de corta duración, seguida de una retirada desordenada. Las brigadas de los coroneles George T. Anderson y William Barksdale emergieron de los bosques a la derecha de Toombs, pero al hacerlo, los hombres de Anderson también se separaron, ya que el lado izquierdo superó al derecho. Las unidades confederadas que avanzaban se disponían en tres grupos: dos de los regimientos de Anderson en el extremo izquierdo de la Confederación, junto a Toombs; un grupo central con los hombres de Barksdale; y otros tres regimientos de Anderson en el extremo derecho, cerca de los restos de las unidades de Wright y Mahone. El flanco derecho de Anderson cargó, pero no llegó más allá del pie de la colina, castigado por una lluvia de metralla que lo desorganizó e hizo retroceder. La brigada de Barksdale cargó más o menos al mismo tiempo, y llegó considerablemente más arriba de la colina, enfrentando a la infantería de la Unión del general de brigada Daniel Butterfield en un tiroteo que duró más de una hora.
Lee recibió las peticiones de refuerzos de Magruder y ordenó a Huger que dejara que Robert Ransom acudiese a auxiliar a los hombres atrapados en el campo de batalla. También expidió órdenes en el mismo sentido a las brigadas de los generales Joseph B. Kershaw y Paul Jones Semmes, de la división del mayor general Lafayette McLaws, bajo el mando de Magruder. La unidad de Ransom, después de recibir finalmente el permiso de Huger, primero intentó atacar directamente hacia la colina, siguiendo los pasos de otras brigadas confederadas que intentaban socorrer a Magruder. Cuando esto resultó inútil, Ransom ordenó a sus hombres que se reagruparan en el bosque ubicado a la derecha de la posición confederada, marcharan a paso redoblado durante media milla rodeando por la derecha a las demás unidades propias y atacaran el extremo oeste de la línea enemiga. Mientras Ransom estaba enfilando hacia el oeste, Jackson respondió a una petición de refuerzo de D. H. Hill enviando brigadas avanzadas de las que estaban a sus órdenes, que se encaminaron desde el este hacia el sector atacado por D. H. Hill. De su propia división, Jackson despachó a los generales Alexander Lawton y Charles S. Winder, y de la división de Ewell, al general de brigada Isaac R. Trimble y a los cols. Leroy A. Stafford y Jubal Early. El general de brigada John R. Jones fue herido en la mano y el mando de su brigada pasó al teniente coronel Richard Cunningham del 48.º Regimiento de Virginia, quien había mandado la brigada unos días antes mientras Jones estaba de baja por enfermedad.

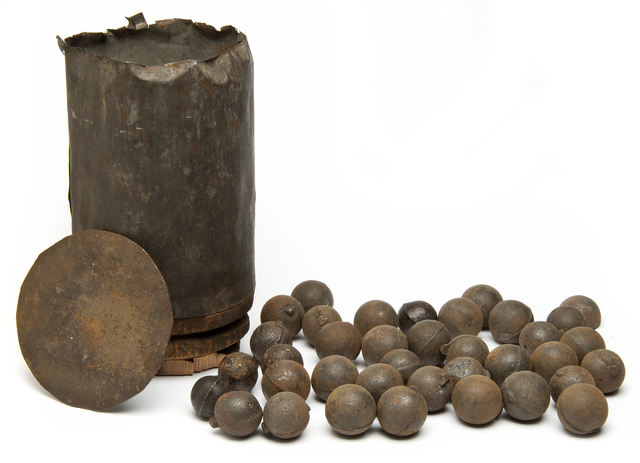
Munición antipersonal de artillería para un cañón de 5,4 kg (12 libras) de la época de la Guerra Civil.

Los hombres de Ransom lograron acercarse a la línea de la Unión más que cualquier confederado ese día, guiados por la luz relampagueante de los cañones en medio de una oscuridad que los invadía; sin embargo, la artillería de George Sykes rechazó el ataque. Las brigadas de Kershaw y Semmes, enviadas antes por Lee, llegaron al frente mientras Ransom se movía para arremeter desde otra dirección. Semmes y Kershaw cargaron al punto, pero también fueron rechazados poco después. Semmes estaba al oeste del cruce de Carter's Mill Road y Willis Church Road, en las cercanías de Barksdale, Mahone y Wright. Semmes hizo la carga final del día al oeste de estas carreteras que, al igual que las anteriores, fue de poco efecto. Kershaw se desvió hacia el este, en el área donde Toombs, Anderson y Cobb habían atacado, donde reinaba una gran confusión. Las tropas de Kershaw llegaron antes que todos los refuerzos enviados por Jackson, y recibieron el fuego tanto del enemigo, muy eficaz, como de sus propias filas, pues los soldados situados a su espalda disparaban a discreción; esto les hizo retirarse en desbandada.
Las brigadas detrás de Kershaw cargaron incoherentemente: algunos hombres avanzaban, mientras que otros se separaron de sus unidades o se confundieron cuando se encontraron con grupos de confederados en retirada. Los soldados desorganizados y en retirada de varias unidades eran tan numerosos que frenaron casi por completo el avance de los hombres de Jackson. Los comandantes de la unidad de Jackson intentaron organizar sus diversos regimientos y reunir a los que se retiraban para que se unieran a ellos, pero todo esto tuvo muy poco efecto. Algunas unidades lucharon ferozmente contra la infantería y la artillería de la Unión. En particular, tres regimientos de la brigada de Barlow se acercaron lo suficiente a las líneas enemigas para entablar un combate cuerpo a cuerpo con las tropas del general de brigada Daniel Sickles antes de ser rechazados. Cuando el sol comenzaba a ponerse, el general de brigada Isaac Trimble comenzó a hacer avanzar su brigada. Stonewall Jackson le preguntó qué planeaba hacer. «¡Voy a cargar contra esas baterías, señor!», contestó Trimble. «Supongo que será mejor que no lo intentes. El general D.H. Hill acaba de intentarlo con toda su división y lo han rechazado. Supongo que será mejor que no lo intentes», replicó Jackson.
Al final, las cargas de Semmes y Kershaw fueron las últimas acciones coherentes de los confederados, y ninguna de ellas tuvo éxito. El general de brigada Porter resumió así las cargas de la infantería confederada en Malvern Hill:

Como movidos por una imprudente indiferencia hacia la vida igual a la mostrada en Gaine's Mill, con la determinación de capturar nuestro ejército, o destruirlo conduciéndonos al río, brigada tras brigada se precipitaron contra nuestras baterías, pero la artillería de Morell y Couch los derribó con metralla, perdigón y proyectil antipersonal, mientras que nuestra infantería, sin hacer fuego hasta que el enemigo se encontrara a corta distancia, barrió los remanentes de sus columnas y a veces los persiguió, capturando prisioneros y banderas.

La artillería de la Unión continuó disparando desde el otro lado de la colina incluso cuando ya habían terminado los choques de infantería. Dejó de hacerlo a las 8:30 p. m., cuando ya se había formado una corona de humo de pólvora en torno al teso; así concluyó la acción en Malvern Hill.

## Repercusiones

### Bajas

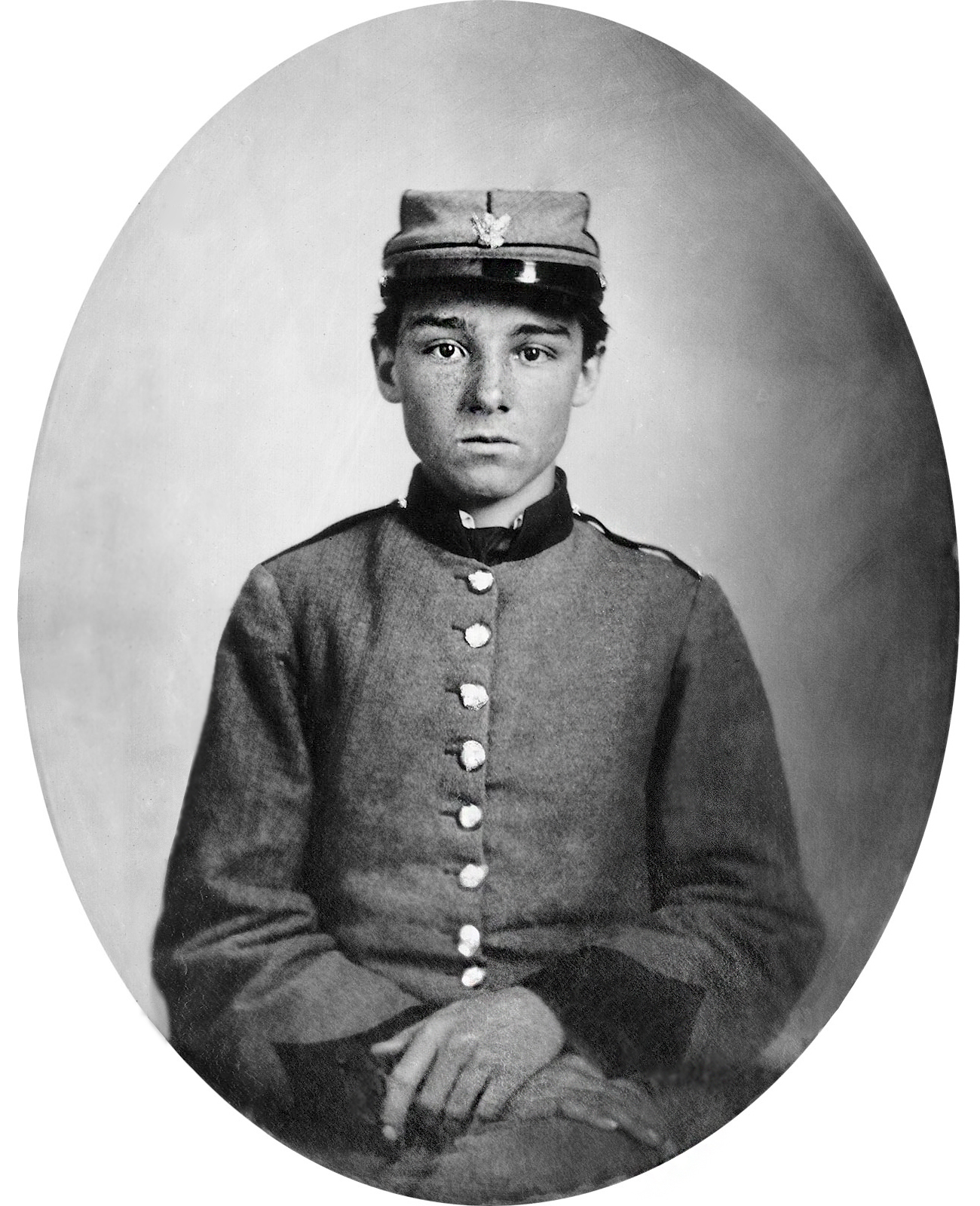
Edwin Francis Jamison, soldado confederado de 17 años caído en Malvern Hill, se ha convertido en un símbolo de las víctimas de la guerra civil.

Las víctimas de la batalla de Malvern Hill y de las batallas de los Siete Días fueron tan copiosas que ambas capitales, Washington y Richmond, establecieron numerosos hospitales provisionales para atender a los muertos y heridos y contabilizar desaparecidos. Los barcos federales llevaban heridos desde la península hasta Washington. Richmond estaba más cerca de los campos de batalla de los Siete Días, y el inmenso número de víctimas abrumó a hospitales y médicos. Gente de toda de la Confederación acudió a Richmond para cuidar de las víctimas del choque. Hubo tantos muertos, que hubo que apresurar la apertura de nuevas tumbas.
Los confederados contaron unas 5650 bajas. La unidad de Whiting sufrió 175 bajas en la batalla de Malvern Hill, a pesar de que su participación en los ataques había sido limitada. La brigada de Charles Winder, de poco más de mil hombres, sufrió ciento cuatro bajas en su corta participación en la lid. D. H. Hill pasó días retirando a los heridos, enterrando a los muertos y limpiando el campo de batalla, con la ayuda de las unidades de Magruder y Huger. Una de las brigadas de D. H. Hill perdió el 41 % de su dotación solo en Malvern Hill. Más tarde calculó que más de la mitad de los confederados que murieron y resultaron heridos en Malvern Hill lo fueron a causa del fuego de artillería. Dos generales confederados resultaron heridos: el general de brigada George B. Anderson y John R. Jones. Ningún oficial de la Unión por encima del grado de coronel resultó muerto o herido.
Las bajas de la Unión, por su parte, fueron 3124, entre muertos y heridos.

### Razones del desenlace
La batalla en Malvern Hill fue una rotunda victoria táctica de la Unión, que se debió en gran parte a Henry Hunt, el artillero jefe de la Unión, que hizo un trabajo competente en la acumulación y concentración de las armas federales. La disposición de tropas antes de la batalla por parte del principal ingeniero topográfico del ejército, el coronel A. A. Humphreys, también se llevó a cabo de forma competente. El terreno en Malvern Hill fue usado efectivamente y la línea de la Unión tenía profundidad y suficientes tropas descansadas para defenderla. Fitz John Porter, el jefe efectivo, desempeñó un papel importante en esto: desplegó acertadamente a sus hombres el 30 de junio, y colocó refuerzos cerca de la línea. Darius Couch, cuyas fuerzas constituían la mitad del centro de la Unión, también dispuso sus reservas hábilmente y cooperó con George Morell, cuyas unidades formaban la otra parte del centro. Los soldados de infantería también se desempeñaron bien. Como señala Brian K. Burton, «[los soldados de infantería] se mantuvieron detrás de los cañones la mayor parte del tiempo y no avanzaron demasiado durante las contracargas. Este comportamiento despejó el campo a los artilleros». Sin embargo, el principal elemento del triunfo de la Unión fue la abrumadora potencia de fuego de su artillería, como lo atestiguan repetidamente los relatos posteriores de soldados de ambos ejércitos.
Una serie de deficiencias en la planificación y ejecución contribuyeron a la debacle sufrida por los confederados. Los jefes de las brigadas confederadas se desempeñaron bien, con la excepción de unos pocos casos menores; Burton conjetura que la culpa del 1 de julio debe recaer en los jefes supremos confederados. Longstreet había confiado demasiado en la estrategia de artillería, que resultó ser menos eficaz de lo que podría haber sido, en gran medida debido a los problemas para reunir la artillería para el ataque. La práctica confederada de mover artillería con unidades individuales en lugar de hacerlo en un solo grupo y el difícil terreno que rodea Malvern Hill estorbaron la concentración. Una solución potencial a este problema hubiese estado en el empleo de las catorce baterías de reserva del general de brigada William N. Pendleton. Sin embargo, el cuartel general de Lee nunca se puso en contacto con Pendleton, quien pasó el 1 de julio «esperando eventos y órdenes, en preparación para cualquier servicio que se pudiera necesitar». Estas órdenes nunca llegaron, y las baterías de Pendleton no se usaron. Magruder también podría compartir la culpa: malos mapas y guías incompetentes retardaron su llegada al campo de batalla. Como Magruder recibió el borrador de Chilton a última hora del día y sin datar, no tenía forma de determinar la relevancia de la orden. Burton sugiere que no se puede culpar razonablemente a Magruder por sus ataques a la línea de la Unión: estaba respondiendo a las órdenes de Lee y al principio intentó acometer coordinadamente la línea de la Unión. Finalmente, las cabalgadas de Magruder de un lado a otro del campo de batalla habían dificultado que lo encontraran los oficiales subalternos que buscaban orientación. Varios otros factores pueden haber contribuido al descalabro confederado, incluida la negativa tajante de Theophilus Holmes a participar de ninguna manera en la batalla.
El papel de Lee en la derrota de la Confederación en Malvern Hill ha sido criticado por los historiadores. Aunque despachó tropas frescas, aceptó las sugerencias de Longstreet y no lo obligó a cargar contra el enemigo, no estuvo presente en el campo de batalla para observar el combate. El historiador Stephen Sears señala que la comunicación ineficaz de Lee con sus generales y el que no plasmase por escrito las órdenes a sus generales de brigada (lo que fomentaba ambiguas interpretaciones) pueden haber contribuido a la derrota. Lee también pudo haber revocado las órdenes de Chilton cuando se hizo evidente que eran infructuosas, o corroborado el «éxito» de Armistead. Por lo tanto, Lee también debe compartir la culpa en la repetida falta de coordinación de los ataques a lo largo del día.

### Acontecimientos posteriores

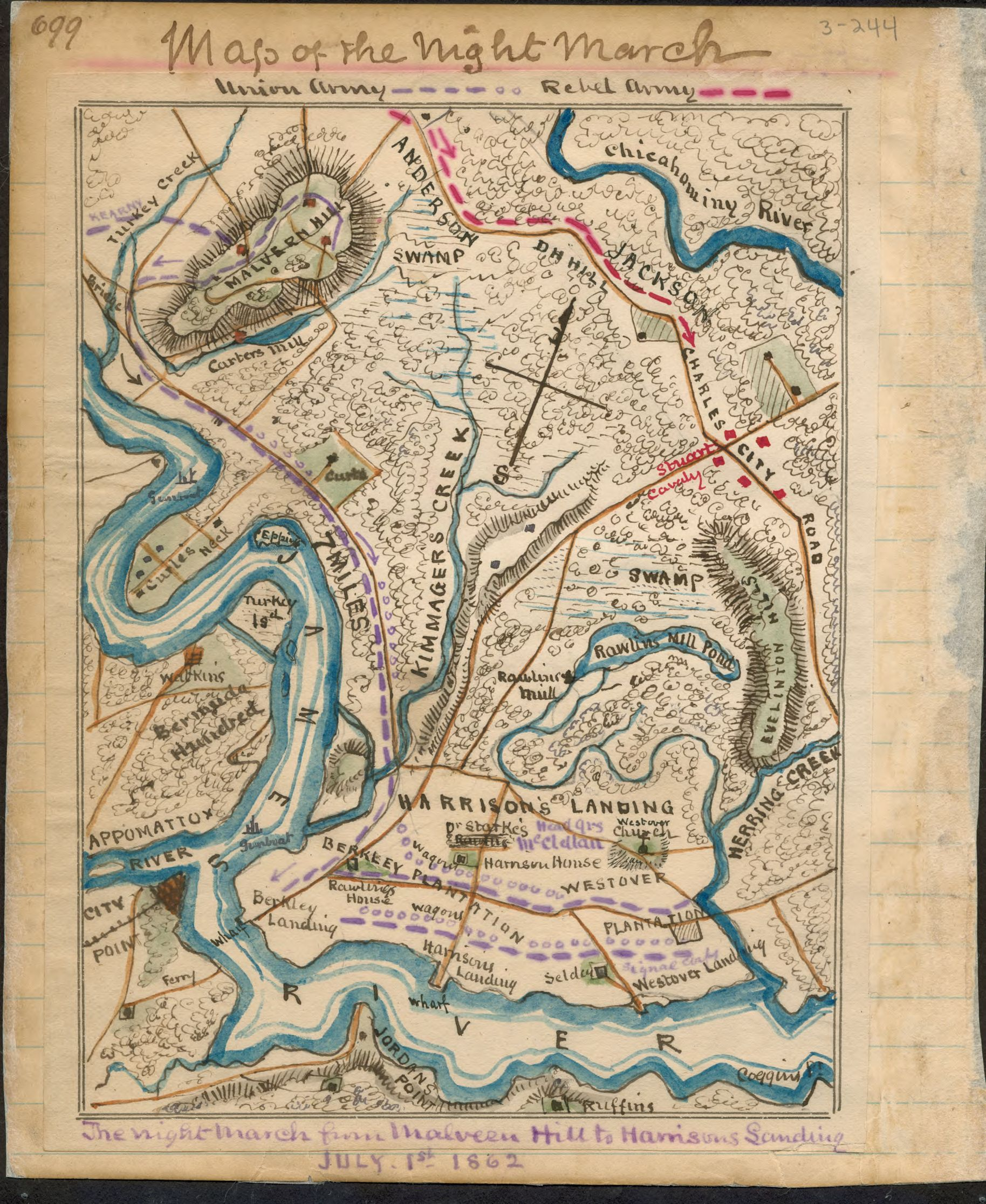
Mapa de la marcha nocturna desde Malvern Hill hasta Harrison's Landing; por el soldado Robert K. Sneden del III Cuerpo del general de brigada Heintzelman. Ejército de la Unión indicado en púrpura; los confederados o «Rebeldes» indicados en rojo.

A pesar de la fuerte posición de Malvern Hill, como se demostró en la batalla, McClellan sintió la necesidad de continuar con su retirada planificada a Harrison's Landing, para disgusto de Fitz John Porter. Porter sintió que el ejército del Potomac debía permanecer en la cima de la colina o tal vez incluso continuar su avance a Richmond. Sin embargo, McClellan insistió en que las tropas confederadas superaban en número a las suyas, sintió que no podía proteger Harrison's Landing de su posición en Malvern Hill, y temió que se le cortaran las líneas de suministros. La postura de McClellan prevaleció. Las baterías de la Unión y los ingenieros de McClellan comenzaron a trasladarse a Harrison's Landing poco después del final de la batalla de Malvern Hill. Unidad tras unidad empezaron a retirarse a partir de las once de la noche. En cuestión de horas, casi todo el ejército del Potomac de McClellan marchaba hacia el Harrison's Landing. Una vez que el último de los hombres hubo cruzado el puente de Turkey Island, los federales lo destruyeron y cubrieron con árboles talados para impedir cualquier persecución, dejando el río James como protección de la retaguardia del ejército en retirada ante posibles acometidas de los ejércitos de la Confederación.
Gran parte del ejército de Lee pasó la noche en los alrededores de Malvern Hill. Algunos de los confederados estaban lo suficientemente cerca como para escuchar el ruido del ejército del Potomac que se retiraba al amparo de la oscuridad, y ver las linternas de los norteños que ayudaban a sus heridos. Al día siguiente de la batalla, Lee y Stonewall Jackson se reunieron con el presidente Jefferson Davis en la granja de Poindexter. Sopesaron perseguir inmediatamente a McClellan; sin embargo, en vista de la lluvia y la confusión, Davis y Lee consideraron que la persecución a gran escala del ejército de McClellan era demasiado arriesgada. Jackson no estuvo de acuerdo, diciendo: «No todos podrán escapar si vamos inmediatamente detrás de ellos». Incluso hizo retirar los cadáveres para que sus soldados pudiesen emprender desembarazadamente la persecución de McClellan. Sin embargo, Davis y Lee pensaron que era necesario descansar el ejército. No descartaron completamente, empero, hostigar al enemigo; Lee incluso ordenó a J. E. B. Stuart que reconociera la posición de McClellan para futuros ataques. Lee ordenó a Theophilus Holmes que se trasladara a Drewry's Bluff, y decidió mantener a los hombres en Malvern Hill hasta el 3 de julio para evitar cualquier posible ataque de la Unión contra ese lugar.
Los hombres de Lee comenzaron a marchar hacia Harrison's Landing el 4 de julio de 1862. Lee instaló su cuartel general a unas pocas millas al norte de Evelington Heights, en una elevación de sesenta pies (18 m) aproximadamente a trece millas (21 km) de Harrison's Landing, y permaneció cerca con su ejército durante varios días, buscando debilidades en la línea enemiga dispuesta en las colinas que pudieran facilitar el asalto. Sin embargo, no encontró ninguna, y para finales del 8 de julio, todo el ejército de Virginia del Norte, excepto algunos destacamentos de caballería y piquetes de infantería, estaba de vuelta cerca de Richmond. Así terminó la Campaña de la Península.

### Reacciones y consecuencias
A pesar de la derrota en Malvern Hill, las batallas de los Siete Días lograron el objetivo original de la Confederación de eliminar cualquier amenaza directa a Richmond del ejército de la Unión. Los tres periódicos de Richmond se regocijaron con esta victoria estratégica y glorificaron a Robert E. Lee, al que ensalzaron como héroe nacional: «Ningún capitán que haya vivido jamás», opinó el Dispatch de Richmond, «podría haber planeado o ejecutado un plan mejor». De la misma manera, el secretario de la Armada Confederada, Stephen Mallory, dijo: «El Gran McClellan, el joven Napoleón, ahora como un perro apaleado, con el rabo entre las patas, se encuentra a orillas del río James, escondido debajo de sus cañoneras». En Richmond y por todo el sur, hasta hacía poco amenazado, se extendió un estado de ánimo triunfante, y se prestó poca atención a los defectos tácticos o de ejecución de los planes de Lee.
Lee no estaba exultante, sino «profunda y amargamente decepcionado» por el resultado. «Nuestro éxito no ha sido tan grande o completo como hubiésemos deseado», escribió Lee a su esposa. En su informe oficial, escribió: «En circunstancias normales, el ejército federal debería haber sido destruido». El general D. H. Hill de Carolina del Norte compartía la amargura de Lee, y escribió que la «sangre de Carolina del Norte se derramaba como agua». En un artículo de posguerra escribió que la batalla «no fue un combate, sino una matanza». Lee no culpó a nadie por no haber alcanzado el resultado deseado, pero hubo repercusiones: varios oficiales cambiaron de destino, entre ellos Theophilus Holmes y John Magruder, y su ejército fue reorganizado en dos alas, una bajo Stonewall Jackson y otra bajo James Longstreet. Además, se decidió que a partir de entonces la artillería confederada se desplazase en unidades del tamaño de un batallón, a la cabeza de las columnas del ejército.

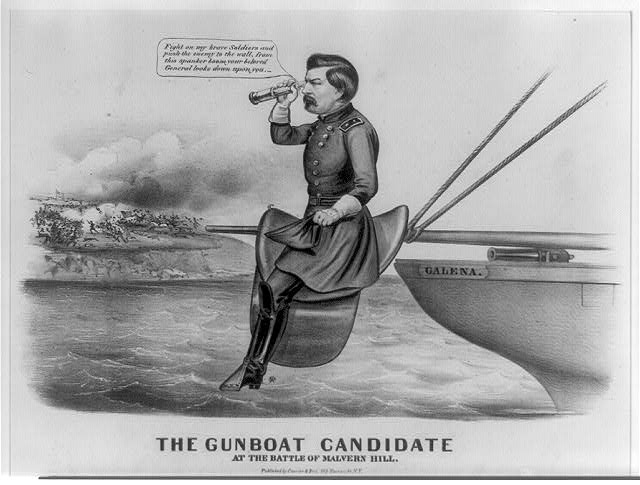
Una caricatura de 1864 de McClellan sobre el USS Galena, titulada «The Gunboat Candidate». McClellan fue duramente criticado durante su campaña presidencial de 1864 por su ubicación durante la batalla de Malvern Hill. El cuadro de diálogo dice: «Luchen mis valientes soldados y empujen al enemigo contra la pared, desde este palo de mesana su amado general los observa».

En el caso de McClellan, la victoria en Malvern Hill se vio eclipsada por su derrota general en las batallas de los siete días. La derrota de McClellan desanimó al público del norte, y su reputación se vio empañada. Algunos de los soldados del general expresaron su confianza en él; sin embargo, tales opiniones no fueron unánimes. Uno de los ingenieros de McClellan, el teniente William Folwell, se preguntó por qué «deifican a un general cuya mayor hazaña ha sido una retirada magistral». Muchos otros en las filas de los militares de la Unión compartían esta opinión; algunos políticos también abandonaron al demócrata McClellan. Por añadidura, fue acusado de estar en la Galena durante la batalla de Malvern Hill, y los periódicos y los tabloides de todo el país se burlaron de él por ello, especialmente cuando se postuló para presidente en 1864. El presidente Lincoln también estaba perdiendo la fe en McClellan. El 26 de junio, el día de la primera ofensiva de Lee durante los Siete Días, se formó el ejército de Virginia, cuyo mando se otorgó al general de división John Pope. Mientras McClellan estuvo en Harrison's Landing, hubo un flujo constante de unidades que dejaron el ejército del Potomac para pasar a órdenes de Pope. Este y su ejército de Virginia partieron hacia Gordonsville, Virginia, el 14 de julio, preparando el terreno para la subsiguiente Campaña del Norte de Virginia.
En su publicación Battle-Pieces and Aspects of the War, Herman Melville escribió un poema sobre la batalla, titulado con el mismo nombre que la colina en la que se libró. En el poema, Melville pregunta a los olmos de Malvern Hill si recuerdan «las barbas de sangre» del día de la batalla.

## Conservación del campo de batalla
El campo de batalla de Malvern Hill es reconocido por el Servicio de Parques Nacionales como «el campo de batalla mejor conservado de la Guerra Civil en el centro o sur de Virginia». Los esfuerzos de preservación más recientes han sido consecuencia de los esfuerzos de cooperación entre el Parque Nacional Battlefield de Richmond y el Civil War Trust (una división del American Battlefield Trust). El Trust ha adquirido 1423 acres (5,76 km²) de este terreno en más de seis transacciones desde 1994 y se ocupa de su mantenimiento. Sus esfuerzos han sido respaldados por el Fondo de Conservación de Tierras de Virginia, la Asociación para la Preservación de las Antigüedades de Virginia y funcionarios del condado de Henrico. La mayor parte de este tramo rodea la intersección de Willis Church Road y Carter's Mill Road. La finca incluye el punto de partida de los ataques de los confederados el día de la batalla, la iglesia parroquial de Willis, cuyas ruinas siguen siendo visibles en la actualidad.
Entre los más recientes esfuerzos de conservación se cuenta la adquisición de la casa de Crew en 2013. En 2005, el Servicio de Parques Nacionales informó de que se protegieron 1332,5 acres (5,39 km²) de terreno en Malvern Hill y sus alrededores para preservar el campo de batalla. En el sitio se ofrecen, entre otros servicios, recorridos en vehículo y a pie.
En agosto de 2016, los descendientes de William H. Ferguson Sr. (1885-1984) pusieron a la venta la granja Malvern Hill de 871 acres (3,5 km²) por $10,6 millones, que fue comprada por la organización sin fines de lucro Capital Region Land Conservancy (CRLC) en febrero de 2018 por $6,6 millones. Posteriormente, CRLC registró servidumbres de conservación para proteger 465 acres (1,9 km²) con el Departamento de Recursos Históricos de Virginia y 25 acres (0,1 km²) con la Virginia Outdoors Foundation. Porciones de la propiedad fueron donadas al condado de Henrico para crear un espacio abierto para la educación y el esparcimiento, así como a la James River Association para la instalación de un servicio de canoas en Turkey Island Creek, que desemboca en el río James en el Refugio Nacional de Vida Silvestre Presquile. Capital Region Land Conservancy tiene los 380 acres (1,54 km²) restantes que se incluirán en el Richmond National Battlefield Park.